# Вебер, Валериан Николаевич
Валериан Николаевич Вебер — (26 октября (7 ноября)  1871 года Петербург — 20 января 1940, Ленинград) — российский геолог и палеонтолог.

## Биография
1897 — окончил Горный институт в Петербурге.
1917—1918 — первый выборный директор Геологического комитета.
1920 — профессор Ленинградского горного института.
1923 — опубликовал свой курс «Полевой геологии». (Методы геологической съёмки. (Полевая геология), 3 изд., Л.—М., 1937).
1925 — совместно с группой единомышленников-учеников составил геологическую карту горного Туркестана.
1937 — доктор геолого-минералогических наук.
1939 — заслуженный деятель науки и техники РСФСР.
C 1900 и до самой смерти работал в Геологическом комитете (позднее Всесоюзный научно-исследовательский геологический институт).
Основные труды посвящены изучению геологического строения и полезных ископаемых Средней Азии («Полезные ископаемые Туркестана» и др.). Учёный открыл месторождения нефти, мышьяка, свинца, угля и др.
Большое значение имеет монография Валериана Николаевича по острову Челекен, известен как сейсмолог — им изучены Андижанское, Ахалкалакское и Шемахинское землетрясения.
Является автором крупных работ по палеонтологии трилобитов.
Валериан Николаевич Вебер скончался 20 января 1940 года в Ленинграде и был похоронен на Литераторских мостках на Волковском кладбище.

## Семья
- Жена — Елена Васильевна
- Сын — Вебер, Василий Валерианович (1900—1987) — геолог-нефтяник.